# Città murata di Concarneau
La città murata di Concarneau è una cittadella fortificata che costituisce il nucleo originale della città di Concarneau in Bretagna. Realizzata tre il XV e il XVI secolo, la città murata sorge su un isolotto nel centro del porto di Concarneau.

## Storia
Fu verso la fine del Medioevo che sull'isolotto sorsero le prime fortifcazioni in legno a difesa del monastero dipendente dall'abbazia di Landévennec. Queste vennero progressivamente rinforzate con opere in pietra a partire dal XIII secolo, per poi essere completamente ricostruite tra il 1451 e il 1476 acquisendo pressappoco le loro forme attuali su iniziativa di Jean di Rohan. Alla svolta del XV secolo Anna di Bretagna fece erigere la sezione soprannominata del "ferro di cavallo" nel settore sud-orientale dell'isola in prossimità del Petit-Château. Lo sviluppo delle fortificazioni proseguì nel corso del XVI secolo. Verso il 1540 venne realizzata una cortina tra la torre del Maggiore e la torre del Governatore all'altezza della porta occidentale mentre verso il 1580 il duca di Mercœur fece rinforzare la struttura con l'inserimento di una mezzaluna di fronte alla stessa porta. Nel corso del XVII secolo le fortificazioni andarono incontro a ulteriori modifiche per essere meglio adattate ai colpi d'artiglieria. In particolare, il Vauban fece ritirare i tetti delle torii per installarvi delle piattaforme d'artiglieria e fece costruire due torri aggiuntive a lato della porta del Passaggio così come numerose postierle. Si scavò inoltre un fossato tra la cortina e la mezzaluna. I bastioni vennero quindi restaurati nel corso del XIX secolo.
I bastioni sono oggi classificati a titolo di monumenti storici a partire dalle sentenze del 27 febbraio 1889 e del 20 agosto 1913.